# Alessandro Fabbro
Alessandro Fabbro (Cormons, 26 febbraio 1981) è un allenatore di calcio ed ex calciatore italiano, di ruolo difensore, vice allenatore della Nazionale femminile Under-23 dell'Italia.

## Carriera

### Giocatore
Cresce nelle giovanili della Donatello Udine, per spostarsi poi in quelle di Venezia, Pordenone e Reggina. Debutta in Serie D con l'Itala San Marco nel 1998. Nel 2003 si trasferisce al Martina in Serie C1, in cui rimane due stagioni collezionando poche presenze. Nella fase centrale della sua carriera, nelle due categorie della Serie C, veste le maglie di Portogruaro, Gela, Vibonese, Barletta e Juve Stabia. Con le vespe, dopo aver vinto il campionato di Lega Pro Prima Divisione 2010-2011, debutta in Serie B in occasione della partita Empoli-Juve Stabia 2-1 del 27 agosto 2011. A gennaio 2012 scende di categoria al Pergocrema, e nell'estate successiva passa all'Avellino. Con gli irpini vince il campionato di Lega Pro, giocando da titolare la stagione successiva in Serie B e indossando nella fase iniziale del campionato la fascia di capitano.
Nell'ottobre del 2015 passa alla Lupa Roma in Lega Pro.
Ad ottobre della stagione 2016-2017 firma con il Bra in Serie D. Dopo solo due mesi con i giallorossi, passa al Chieri sempre in Serie D. La stagione seguente fa ritorno in Campania, sempre in Serie D per giocare nella Cavese. Con gli aquilotti, dopo una lunga cavalcata fino al secondo posto nel Girone H vinto dal Potenza, vince i playoff battendo il Taranto e realizzando il gol del 3-1 finale.
Nel settembre 2018 si accasa alla Pergolettese, tornando in società a distanza di 6 anni. Debutta nel Derby di Crema valido per la Coppa Italia Serie D realizzando la doppietta decisiva (0-2). A fine anno conquista il campionato di Serie D dopo la spareggio-promozione contro il Modena. Conclude la carriera da calciatore nella stagione 2019-2020 ancora una volta in Serie D nella compagine friulana del Cjarlins Muzane.

### Allenatore
Il 14 ottobre 2020, dopo aver conseguito il patentino di Allenatore Uefa B, intraprende la carriera di allenatore firmando per la compagine Under 16 dell'Avellino.
Nella stagione successiva è alla guida della Under 17 irpina, conclusasi con la qualificazione alle Final Four Scudetto di categoria, e l'eliminazione in semifinale.
Il 5 luglio 2022 diventa il nuovo vice allenatore della Pergolettese.
Il 30 agosto 2022, per effetto delle dimissioni del tecnico Giovanni Mussa, assume il ruolo di primo allenatore "ad interim", con debutto vittorioso in campionato alla prima giornata (Pergolettese-Piacenza 2-1), diventando poi il vice del nuovo tecnico Alberto Villa. Al termine della stagione conclude il suo rapporto lavorativo con il club cremasco.
Il 28 agosto 2024 assume l'incarico di vice allenatore di Tatiana Zorri della nazionale italiana femminile under 23.

## Statistiche

### Presenze e reti nei club
| Stagione            | Squadra             | Campionato          | Campionato | Campionato | Coppe nazionali | Coppe nazionali | Coppe nazionali | Coppe continentali | Coppe continentali | Coppe continentali | Altre coppe | Altre coppe | Altre coppe | Totale | Totale |
| Stagione            | Squadra             | Comp                | Pres       | Reti       | Comp            | Pres            | Reti            | Comp               | Pres               | Reti               | Comp        | Pres        | Reti        | Pres   | Reti   |
| ------------------- | ------------------- | ------------------- | ---------- | ---------- | --------------- | --------------- | --------------- | ------------------ | ------------------ | ------------------ | ----------- | ----------- | ----------- | ------ | ------ |
| 2003-2004           | Martina             | C1                  | 5          | 0          | CI-C            | 0               | 0               | -                  | -                  | -                  | -           | -           | -           | 5      | 0      |
| 2004-2005           | Martina             | C1                  | 2          | 0          | CI-C            | 0               | 0               | -                  | -                  | -                  | -           | -           | -           | 2      | 0      |
| Totale Martina      | Totale Martina      | Totale Martina      | 7          | 0          |                 | 0               | 0               |                    | -                  | -                  |             | -           | -           | 7      | 0      |
| 2008-2009           | Barletta            | 2D                  | 30         | 3          | CI+CI-LP        | 0+3             | 0               | -                  | -                  | -                  | -           | -           | -           | 33     | 3      |
| 2009-2010           | Juve Stabia         | 2D                  | 22         | 2          | CI-LP           | 2               | 0               | -                  | -                  | -                  | SL-SD       | 2           | 0           | 26     | 2      |
| 2010-2011           | Juve Stabia         | 1D                  | 28+1       | 1          | CI+CI-LP        | 1+2             | 0               | -                  | -                  | -                  | -           | -           | -           | 32     | 1      |
| 2011-gen. 2012      | Juve Stabia         | B                   | 2          | 0          | CI              | 1               | 0               | -                  | -                  | -                  | -           | -           | -           | 3      | 0      |
| Totale Juve Stabia  | Totale Juve Stabia  | Totale Juve Stabia  | 52+1       | 3          |                 | 6               | 0               |                    | -                  | -                  |             | 2           | 0           | 61     | 3      |
| gen.-giu. 2012      | Pergocrema          | 1D                  | 12         | 0          | CI-LP           | -               | -               | -                  | -                  | -                  | -           | -           | -           | 12     | 0      |
| 2012-2013           | Avellino            | 1D                  | 25         | 0          | CI+CI-LP        | 1+2             | 0+2             | -                  | -                  | -                  | SL-PD       | 1           | 1           | 29     | 3      |
| 2013-2014           | Avellino            | B                   | 30         | 3          | CI              | 2               | 0               | -                  | -                  | -                  | -           | -           | -           | 32     | 3      |
| 2014-2015           | Avellino            | B                   | 16         | 0          | CI              | 2               | 0               | -                  | -                  | -                  | -           | -           | -           | 18     | 0      |
| Totale Avellino     | Totale Avellino     | Totale Avellino     | 71         | 3          |                 | 7               | 2               |                    | -                  | -                  |             | 1           | 1           | 79     | 6      |
| 2015-2016           | Lupa Roma           | LP                  | 24+2       | 1+1        | CI-LP           | ?               | ?               | -                  | -                  | -                  | -           | -           | -           | 26+    | 2+     |
| 2016                | Bra                 | D                   | 10         | 4          |                 | 0               | 0               | -                  | -                  | -                  | -           | -           | -           | 10     | 4      |
| 2017                | Chieri              | D                   | 7          | 0          |                 | 0               | 0               | -                  | -                  | -                  | -           | -           | -           | 7      | 0      |
| 2017-2018           | Cavese              | D                   | 27+2       | 1+1        |                 | 0               | 0               | -                  | -                  | -                  | -           | -           | -           | 29     | 2      |
| 2018-2019           | Pergolettese        | D                   | 19+1       | 1          | CI-D            | 1               | 2               | -                  | -                  | -                  | PS          | 2           | 0           | 23     | 3      |
| Totale Pergolettese | Totale Pergolettese | Totale Pergolettese | 31+1       | 1          |                 | 1               | 2               |                    | -                  | -                  |             | 2           | 0           | 35     | 3      |
| 2019-2020           | Cjarlins Muzane     | D                   | 14         | 3          | CI-D            | 0               | 0               | -                  | -                  | -                  | -           | -           | -           | 14     | 3      |
| Totale carriera     | Totale carriera     | Totale carriera     | 273+6      | 21         |                 | 17+             | 4+              |                    | -                  | -                  |             | 5           | 1           | 299    | 28     |

## Palmarès

### Club

#### Competizioni nazionali
- Lega Pro Seconda Divisione: 1

Juve Stabia: 2009-2010
- Coppa Italia Lega Pro: 1

Juve Stabia: 2010-2011
- Lega Pro Prima Divisione: 1

Avellino: 2012-2013
- Supercoppa di Lega di Prima Divisione: 1

Avellino: 2013
- Coppa Italia Serie D: 1

Chieri: 2016-2017
- Serie D: 1

Pergolettese: 2018-2019